# Sabulodes mastaura
Sabulodes mastaura är en fjärilsart som beskrevs av Druce 1891. Sabulodes mastaura ingår i släktet Sabulodes och familjen mätare. Inga underarter finns listade.